# Ramon Vinyes i Cluet
Ramon Vinyes i Cluet   (Berga, 8 de maig de 1882 - Barcelona, 5 de maig de 1952) fou un escriptor d'obres de teatre, poesia i contes. Visqué molts anys a Barranquilla, Colòmbia, on dirigí la revista Voces. Serví de model a Gabriel García Márquez per al personatge el savi català de Cent anys de solitud. El 1931 tornà a Barcelona, però després de la Guerra Civil espanyola s'exilià de nou a Colòmbia.

## Biografia

### Infància i joventut
Va néixer a Berga, a la comarca del Berguedà, el 8 de maig del 1882. Fill únic de Pere Vinyes i Ribera, nascut a Gisclareny, de professió procurador dels tribunals i director del setmanari carlí Lo Castell Bergadá, i Concepció Cluet, de Berga, la qual va morir al cap de poc temps, quan el futur escriptor tan sols tenia 6 anys. Passà els primers anys de la seva vida vivint primer al carrer Major de la ciutat i després a la Plaça de les Fonts, en un ambient pintoresc que li serviria d'inspiració per les seves obres literàries. Dos anys després de la mort de la seva mare, el seu pare es va casar amb la mestra Salvadora Sabatés, amb qui va tenir sis fills. Va créixer, doncs, envoltat dels seus germans, amics i veïns de la placeta, en un clima religiós i culte.
Va iniciar els estudis de batxillerat a l'Escola dels Germans Maristes de Berga i durant aquells anys va començar a escriure els seus primers versos i obres de teatre, que va poder recitar en públic i posar en escena, respectivament, a la mateixa ciutat de Berga. En acabar el batxillerat es va traslladar a Barcelona.

### Inicis professionals
Tot va començar quan va presentar-se al Concurs d'Obres de Teatre Catòlic de Barcelona, amb l'obra El calvari de la vida, l'any 1904, i va obtenir el primer premi valorat en 100 pessetes i cinc exemplars de l'obra quan fos editada, dos anys més tard.
Els primers anys va estar transitant entre Berga i Barcelona, compaginant les col·laboracions en la publicació de la ciutat comtal El Correo Catalán, amb la feina d'escrivent. A Berga va fundar i dirigir la revista Cim d'Estela on ell i els seus companys poetes hi publicaven les seves creacions líriques. I més endavant participaria en la nova revista El Pi de les Tres Branques.
Mentrestant continuava escrivint teatre i poesia, representant les seves pròpies obres al Berguedà, organitzant actes literaris i participant i guanyant premis als Jocs Florals. Fins que amb 24 anys es va establir definitivament a Barcelona i va ampliar les seves col·laboracions literàries a publicacions com Joventut, El Poble Català, L'Avenç o De tots colors, entre d'altres. Després d'esclatar la Setmana Tràgica a Barcelona (1910), i sentint-se desenganyat de la literatura, decidí emprendre camí mar enllà per obrir-se a nous mons, per conèixer i aprendre.

### Exili voluntari
Va emigrar cap a Colòmbia l'any 1913 i es va instal·lar a Ciénaga, on treballà durant un any en una fàbrica d'exportació de fusta. Passat aquest temps va anar a viure a Barranquilla, capital del Departament de l'Atlàntic, on començà de nou una tasca cultural, sobretot a partir de l'obertura de la llibreria R. Vinyes i Cia., juntament amb un soci també català, Xavier Auqué i Masdeu. Barranquilla esdevindrà la seva ciutat d'adopció, i les tertúlies literàries organitzades a la llibreria propiciaran la creació de la revista Voces (1917-1920), encapçalada per aquest il·lustre berguedà durant els seixanta números que es van editar.
Amb la tasca realitzada al capdavant de la revista Voces, on escrivia els editorials i hi publicava traduccions d'obres estrangeres, al mateix temps que hi aplegava col·laboracions de joves escriptors d'arreu de Llatinoamèrica i d'autors de prestigi a Europa, Vinyes va esdevenir la principal referència cultural de Barranquilla i una figura destacada dins el món intel·lectual colombià.

### Entre el Carib colombià i Catalunya
Després d'aquest període tant fructífer al Carib colombià, va tornar a Catalunya per retrobar-se amb les amistats berguedanes i barcelonines, però tornà a Barranquilla i el 1922 es va casar amb María Luisa Salazar, filla d'una família benestant de la ciutat. Van viure a Barcelona durant un any però van tornar de nou a Barranquilla el 1923 quan es va cremar la llibreria. El 1925 abandona el país després d'escriure articles a favor de la justícia i l'ordre que no van agradar al governador del moment.
Entre el 1925 i el 1929 a Barcelona estrenà cinc obres de teatre amb gran ressò però tornà a Colòmbia on farà estada fins al 1931, quan amb la proclamació de la Segona República Espanyola viatja de nou a Barcelona i hi desenvolupa una intensa activitat literària, cultural i política fins al 1939.
Amb l'entrada de les tropes franquistes a Barcelona s'exilià a França junt amb altres escriptors però el 1940 retornà a Colòmbia i exercí de professor al Colegio de Barranquilla para Señoritas durant 10 anys, mentre col·laborava en diferents publicacions locals.
L'any 1950 retornà a Catalunya esperançat per l'estrena de l'obra Arran del Mar Caribe, que al final no es va fer realitat, i s'hi quedà fins que va morir, l'any 1952. Vinyes havia decidit tornar a Barranquilla aquell mateix any però la mort sobtada ho va impedir. La seva mort va ser molt més sentida a Barranquilla que a Catalunya i el mateix Gabriel García Márquez, entre altres escriptors colombians, li va retre un homenatge dedicant-li un emocionant escrit.

## Home de lletres i de professions diverses

### El teatre
Quan tenia 18 anys ja va començar a escriure adaptacions d'obres teatrals que escenificava amb el seu grup berguedà, on ell també participava com a actor. L'èxit, però, arribaria amb les premiades El calvari de la vida i Les boires, editades totes dues l'any 1906.
Influenciat per la tragèdia i el simbolisme, el teatre de Vinyes tracta sovint la dicotomia rural/urbà, però també català/universal i antic/modern. Altres contrastos que plasma l'autor berguedà en les seves obres són la confrontació entre idealistes i pragmàtics i entre romàntics i frívols.
És difícil classificar Ramon Vinyes dins d'un moviment literari concret, la seva activitat artística es podria incloure en la transició entre el Modernisme i el Noucentisme, en el que s'anomena decadentisme.
Del 1923 fins al final de la Guerra Civil, quan torna a ser a Catalunya, Vinyes té l'etapa més prolífica com a dramaturg. L'any 1929 s'estrena a Barcelona una de les obres que li donaria més èxit, Qui no és amb mi. També es posarien en escena Peter’s bar i Fum sobre el teulat, just abans de l'entrada de les tropes franquistes a Barcelona.
Al llarg de la seva vida, Vinyes va escriure més de seixanta obres de teatre i moltes es van representar arreu de Catalunya en més d'una ocasió, tant per companyies professionals com per grups de teatre amateurs.

### La poesia
Ramon Vinyes va començar a escriure poesia quan encara vivia a Berga, en l'època d'estudiant, i va publicar el seu primer poema, Món Càntic, l'any 1904 a la revista Catalunya Artística. Aquests primers anys poètics participà en diferents Jocs Florals i va obtenir premis en més d'una ocasió.
Els primers versos de Vinyes són de temàtica religiosa i també hi descriu els paisatges pirinencs. Més endavant també s'hi reflecteixen les circumstàncies polítiques del moment i els diferents entorns on fa estança. En conjunt, la seva l'obra poètica està marcada per la recerca constant de la bellesa creant un món imaginari on s'hi intueixen les seves inquietuds i emocions.
Vinyes no va arribar a publicar cap volum de poesies en vida. Els seus versos apareixien en revistes literàries com les berguedanes Cim d'Estela, Tagast o El Pi de les Tres Branques i també El Correo catalan i La Revista, de la capital catalana, i Ressorgiment, revista a l'exili, entre d'altres. L'any 1982 l'Ajuntament de Berga, amb motiu de la commemoració del centenari del seu naixement, va publicar una Antologia poètica de Ramon Vinyes.

### Narrador i crític
Vinyes va donar a conèixer les seves primeres narracions quan ja feia més de 30 anys que exercia d'escriptor. El seu primer relat, Dietari a salts, va sortir publicat a la revista Mirador l'any 1936. L'any 1942, publica el primer conte des de l'exili, El conte d'una casa de veïnat, precursor del “realisme màgic” llatinoamericà, i ho fa a la revista Catalunya, editada a Buenos Aires. Tres anys més tard el recull de dotze contes A la boca dels núvols guanya el premi Concepció Rabell dels Jocs Florals de Bogotà. Ja després del seu traspàs, apareixeria publicat un altre recull amb la resta de contes que Vinyes va escriure a l'exili fins a l'any 1945, sota el títol Entre sambes i bananes (1985). La producció narrativa de Ramon Vinyes, escrita tota a l'exili, va ser curta però de bona qualitat.
Ramon Vinyes va ser una veu destacada com a crític teatral a Catalunya, on va polemitzar a partir de la seva mirada crítica i gràcies al gran coneixement que tenia sobre la dramatúrgia universal. Un cop a Colòmbia el seu esperit crític es va dirigir més cap a la literatura, primerament amb les tertúlies que organitzava a la seva llibreria i després ja a través dels articles publicats a la revista Voces. Anys més tard, un altre cop a Catalunya, entre l'any 1938 i 1939 va participar en la revista Meridià, publicant articles sobre les seves lectures a la secció “Talaia”, just abans de marxar a l'exili.

### Professor i periodista
L'etapa de professor la va viure a Barranquilla, durant els darrers deu anys de la seva estada al Carib colombià, on va treballar al Colegio de Barranquilla para Señoritas, entre el 1940 i el 1950. També, esporàdicament va donar classes de secundària a la Escuela Normal para Varones del Litoral Atlántico. En aquesta faceta Vinyes va captivar als adolescents gràcies a les seves habilitats de conferenciant i aplicant una pedagogia moderna i activa.
És en aquests últims anys a Barranquilla quan desenvolupa, també, una intensa activitat periodística en, almenys, quatre periòdics, entre els quals destaca El Heraldo, amb la columna “Reloj de torre”.
L'inici d'aquesta activitat es remunta a principis de segle a Barcelona amb les seves primeres col·laboracions a El Correo Catalan, tasca que continuaria després a Barranquilla fent editorials a La Nación. Posteriorment tornaria a col·laborar en diferents publicacions catalanes durant els anys 30.

## Compromís polític
En tota la seva trajectòria com a escriptor, Ramon Vinyes va mantenir sempre un compromís polític amb Catalunya expressat amb la seva fidelitat a l'hora de fer ús del català, sobretot en les seves etapes a l'exili i en èpoques de més adversitat. També era fidel a uns ideals i conviccions que no amagava. Home de principis democràtics i catalanista de jove ja va participar en mítings de Solidaritat Catalana i malgrat el daltabaix que va suposar la Setmana Tràgica, Ramon Vinyes mai va abandonar el seu anhel patriòtic.
Ramon Vinyes va tenir un posicionament polític proper a l'esquerra catalanista i republicana, però sobretot va ser un defensor de la democràcia, que ell associava a la cultura i a l'educació. Va ser company i amic de polítics, participà en mítings, en publicacions polítiques i també realitzà conferències en aquest sentit.
A banda de la seva afinitat per uns o altres partits polítics, la major contribució política de Ramon Vinyes va ser el seu treball constant per defensar i preservar la pròpia cultura.

## Obres

### Teatre
Les obres de teatre que va escriure Vinyes i Cluet són:
- La fi de la grandesa (inèdita, 1904)[notes 1]
- El calvari de la vida (1906)
- Les boires. (1906)
- Al florir els pomers. (1910)
- Rondalla al clar de lluna (1910)
- Llegenda de boires (inèdita, 1926)
- Viatge (1928)
- Qui no és amb mi... (1929)
- Peter's bar (1930)
- Racó de xiprers (1932)
- Un amo (inèdita, 1932)
- La creu del sud (1933)
- El noble i l'hostalera (inèdita, 1933)
- Fornera, rossor de pa (1934)
- Els qui mai no s'aturen (1934)
- Entre dues músiques (1935)
- Ball de titelles (1936)
- Comiat a trenc d'alba (1937)
- Fum sobre el teulat (inèdita, 1939)
- Pescadors d'anguiles (1947)
- El bufanúvols (inèdita, 1952)
- Arran del mar Caribe (1972).
- Hamlet dramaturg (1983)
- És un cap boig (1988)

### Poesia
- Antologia poètica (1982)

### Narració

#### Reculls de contes
- A la boca dels núvols (1946)
- Entre sambes i bananes (1985)
- Tots els contes (2000)

#### Reculls d'articles i textos
- Selección de textos, 2 vol. (1982)
- Talaia: escolis publicats a Meridià, 1938-1939 (2005)

## Premis i reconeixements
- Primer premi del Concurs d'Obres de Teatre Catòlic (1904) amb El calvari de la vida[5]
- Premi als Jocs Florals d'Olot (1906) amb Les boires[6]
- Flor Nartural als Jocs Florals d'Olot (1907) amb Passa l'adolescent gentil dels oronells[39]
- Primer premi del concurs d'obres teatrals de l'Empresa del Teatre Romea (1910) amb A florir els pomers[40]
- Flor Natural als Jocs Florals de Caldes de Montbui amb el poema Madrigals i gavinots[41]

Ramon Vinyes va obtenir altres premis amb motiu de la seva participació en els Jocs Florals de diferents pobles i ciutats, però el reconeixement més gran que va tenir va venir de la ploma de Gabriel García Márquez quan va crear el personatge de el sabio catalán a la novel·la Cien años de soledad, com a homenatge al seu amic Ramon Vinyes. García Márquez fa una descripció del rostre de el sabio catalán i alhora hi demostra la seva admiració: “Tenía una hermosa cabellera plateada que se le adelantaba en la frente como el penacho de una cacatúa, y sus ojos azules, vivos y estrechos,revelaban la mansedumbre del hombre que ha leído todos los libros”. El mateix García Márquez torna a parlar de Ramon Vinyes en el primer volum de les seves memòries, Vivir para contarla (2002). En aquesta obra, una autobiografia fictícia, anomena a Vinyes el maestro catalán. Aquests dos reconeixements han contribuït a projectar la figura de Ramon Vinyes a nivell internacional, més enllà de Catalunya i Colòmbia.

## El llegat

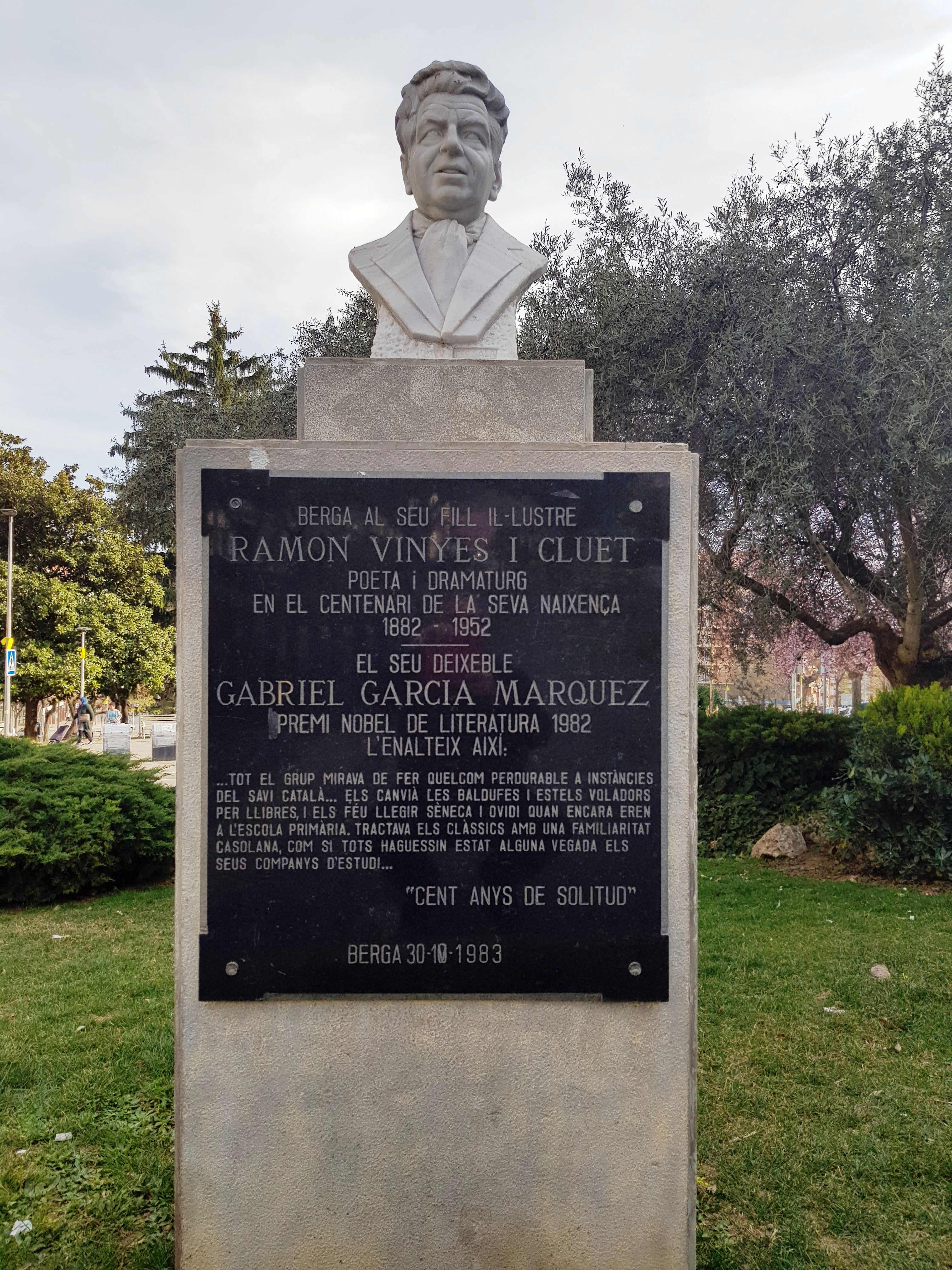
Bust de Ramon Vinyes i Cluet al Passeig de la Pau de Berga

### Fons Ramon Vinyes i Cluet (Arxiu Comarcal del Berguedà)
L'any 2000 la família de l'autor, concretament la senyora Lluïsa Riera, vídua de Josep Vinyes, donà la biblioteca i l'arxiu personal de l'escriptor a l'Ajuntament de Berga que van ser dipositats a l'Arxiu Comarcal del Berguedà. Aquest fons conté fotografies i documents com cartes i postals, textos no editats, retrats, cartells, revistes i llibres, entre d'altres.

### Premi Ramon Vinyes de Teatre
Amb motiu de la commemoració del 50è aniversari de la mort de l'autor, l'any 2002, l'Ajuntament va instaurar aquest premi que es concediria a partir de l'any següent al text teatral d'autor català que obtingués el màxim reconeixement del jurat per la seva qualitat literària, originalitat estètica i compromís ètic o social. Aquest premi es va concedir de forma anual durant nou edicions, des de l'any 2003 fins al 2011, any en què va quedar desert. El premi Ramon Vinyes de Teatre estava dotat amb 6.000 euros.

### Biblioteca Ramon Vinyes i Cluet
El
dia 7 de maig de 1995 es va inaugurar la Biblioteca Ramon Vinyes i Cluet de Berga, com a biblioteca municipal inclosa dins de la llavors anomenada Xarxa de Biblioteques Populars de la Diputació de Barcelona. L'edifici, de nova construcció, té una superfície de 1523m2 distribuïda en tres plantes amb una capacitat per més de 100 persones, més un soterrani on hi ha el magatzem. Porta el nom de Ramon Vinyes i Cluet en memòria del dramaturg nascut a aquesta ciutat berguedana.
La biblioteca està situada a la Plaça d'Europa número 1 en el mateix edifici on hi ha el Consell Comarcal del Berguedà.

### Record de Ramon Vinyes i Cluet a Berga
A Berga hi ha un bust de Ramon Vinyes i Cluet al Passeig de la Pau i també un carrer que porta el seu nom. Aquest carrer està situat al barri dels Pedregals, paral·lel al carrer Santa Joaquima de Vedruna. I al paratge de la Font Negra, just al costat de la Font del Guiu també hi ha una font dedicada a Ramon Vinyes], amb uns versos del seu poema “Donar nom a una font”.